# Huey P. Newton

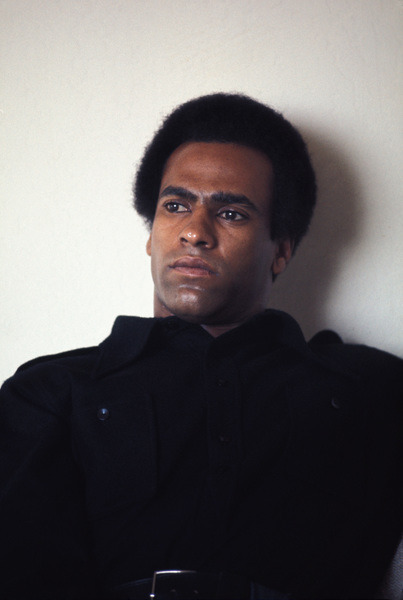
Huey Newton (1972)

Huey Percy Newton (Monroe (Louisiana), 17 februari 1942 –  Oakland (Californië), 22 augustus 1989) was medeoprichter en leider van de "Black Panther Party", een militante Afro-Amerikaanse politieke organisatie.

## Jeugd
Newton werd geboren in Monroe, Louisiana, en was de jongste van zeven kinderen uit zijn familie. Zijn ouders waren Armelia en Walter Newton, een landwerker en baptistische predikant. Huey werd vernoemd naar de voormalige gouverneur van Louisiana Huey Long. Op eenjarige leeftijd, verhuisden hij en zijn familie naar Oakland, Californië. Na zijn middelbare opleiding te hebben afgemaakt aan de Oakland Technical High School, kon Newton nog steeds niet lezen.

## Studie
Newton ging naar het Merritt College en studeerde rechten bij het Oakland City College en de San Francisco Law School. Newton beweerde dit te studeren om een betere crimineel te worden. Tijdens zijn studententijd zorgde hij voor geld door inbraken te plegen in Oakland en Berkely Hills. In 1964, werd hij veroordeeld tot zes maanden gevangenisstraf in de Alameda County gevangenis, nadat hij iemand had neergestoken bij een feest.
Als student aan het Oakland City College raakte Newton betrokken bij de radicale politiek. Hij voegde zich bij de "Afro-American Association". Daarnaast speelde hij een grote rol in de opname van een cursus over de zwarte geschiedenis in het curriculum van de universiteit. Hij verdiepte zich onder meer in de werken van Frantz Fanon, Malcolm X, Mao Tse-Tung en Che Guevara.

## Black Panther Party
In oktober 1966 richtte Newton samen met Bobby Seale de Black Panter Party for Self defense op. Seale werd president en Newton werd "minister van Defensie". De Black Panthers keerden zich onder andere tegen de volgens hen slechte behandeling door de politie van Afro-Amerikanen. Gebruik makend van het recht van de staat Californië, besloten zij zich te bewapenen en richten zij een burgerpatrouille op om het gedrag van agenten te controleren. Newton stond bekend als "minister van Defensie" van de Black Panthers.
Newton en Seale schreven samen het Black Panther Programma, waarbij zij zich onder meer lieten beïnvloeden door de geschriften van Mao.
Newton werd op 28 oktober 1967 staande gehouden door de politie, waartegen hij zich verzette en een agent doodschoot. In 1969 werd hij tot twaalf jaar gevangenisstraf veroordeeld wegens doodslag. Zijn veroordeling werd in hoger beroep ongeldig verklaard wegens onregelmatigheden tijdens het proces en hij kwam in 1970 op borgtocht vrij na 22 maanden voorhechtenis.
In de volgende jaren raakte hij opnieuw betrokken bij geweld. Zo werd hij verdacht van de moord op de zeventienjarige Kathleen Smith en van betrokkenheid bij de moord op ene Betty van Patter. Om hem aan vervolging te onttrekken, bedacht de filmproducent Bert Schneider in 1974 een fictief filmproject The Big Cigar, waardoor Newton kon ontsnappen naar Cuba. Daar bleef hij tot 1977, toen de kust in Californië weer vrij was.

## Dood
Op 22 augustus 1989, werd Huey P. Newton doodgeschoten door Tyrone Robinson, een 24-jarig lid van Black Guerilla. Robinson zei dat Newton ook gewapend was, maar er werden geen bewijzen gevonden. De moord gebeurde in de buurt waar Newton ooit een sociaal programma op de straat uitoefende om zwarte jongeren te behoeden voor drugsverslaving. Newton zijn laatste woorden waren: "U kan mijn lichaam vermoorden, maar mijn ziel zal blijven leven". Hij werd vervolgens nog drie keer in zijn gezicht geschoten.